# ローハン・ヤンセ・ファンレンズバーグ
ローハン・ヤンセ・ファンレンズバーグ（Rohan Janse van Rensburg、1994年9月11日 - ）は、トップ14ユニオン・ボルドー・ベグルに所属するラグビーユニオン選手。

## プロフィール
- 南アフリカ・ウェルコム出身[1]。
- ポジションはセンター(CTB)。
- 身長 185cm、体重 108kg
- U20南アフリカ代表に選ばれたことがある[2]。
- 南アフリカ代表キャップは1（2024年2月現在）。

## 略歴
ブルー・ブルズ、ゴールデン・ライオンズ、ライオンズ、セール・シャークス、シャークス、シャークス (カリーカップ)を経て、2024年、横浜キヤノンイーグルスに加入。
2024年2月24日に行われたJAPAN RUGBY LEAGUE ONE第7節東芝ブレイブルーパス東京戦にて途中出場で日本での公式戦初出場を果たした。同年8月、ユニオン・ボルドー・ベグルに加入。